# Danielle Arciniegas
Danielle Arciniegas Martínez (Pereira, 22 de mayo de 1992) es una actriz, modelo y cantante colombiana. Es conocida por su participación en las producciones de televisión: Esmeraldas e Hilos de sangre azul y en la serie de Nickelodeon Latinoamérica Yo soy Franky, donde interpreta el papel de Tamara Franco y en Francisco el Matemático:Clase 2017 con el papel de María Mónica Sánchez 'La Barby's'
En 2016 Arciniegas ganó el premio de Chica Trendy en la tercera entrega de los Kids Choice Awards Colombia.

## Primeros años
Danielle nació en Pereira el 22 de mayo de 1992, hija de Germán Ossa, crítico de cine, y Margarita Martínez. Tiene dos hermanos, Alejandro y Juliana. Arciniegas creció en un ambiente familiar artístico, pues su padre ha sido un reconocido y respetado gestor cultural en Pereira, además de haber sido director del Encuentro de Críticos de Cine de Pereira. Realizó parte de la primaria y toda la secundaria en el colegio La Enseñanza.

## Carrera

### 1997-2008: Primeros trabajos
Con solamente cuatro años Danielle tuvo su primera aparición en la televisión colombiana en la serie Los niños invisibles, dirigida por Lisandro Duque. Posteriormente tuvo su primera experiencia cinematográfica en la película Los últimos malos días de Guillermino, dirigida por Gloria Nancy Monsalve en 2002. También participó como protagonista en el cortometraje El pacto en 2008.

### 2009-2014: Estudios y despegue actoral
Arciniegas estudió Derecho en la Universidad Libre (Colombia) en la sede de Pereira, donde trabajó como presentadora en los noticieros de dicha universidad. Durante un tiempo trabajó en los tribunales en Bogotá. Sin embargo decidió seguir una carrera en la actuación, para lo cual sería clave el inicio de su noviazgo con el actor colombiano Sebastián Vega. Arciniegas se trasladó a Bogotá para acompañar a Sebastián en su carrera actoral. Allí fue donde le comenzaron a llegar las oportunidades laborales. Su primera oportunidad fue una aparición en la serie Tu voz estéreo en 2014. Posteriormente realizó papeles en la segunda temporada de Cumbia Ninja y en la producción internacional de RTI ¿Quién mató a Patricia Soler?. Danielle también protagonizó el papel de Verónica Guerrero en la serie de Caracol Televisión Esmeraldas, una joven rebelde hija del alcalde del pueblo.

### 2015:Hilos de Sangre Azul
Danielle desempeñó el papel de Lola Garcés en la telenovela de RCN Televisión Hilos de Sangre Azul. Lola es una adolescente traviesa, pero que esconde un pasado lleno de abusos y violencia. Descrito por la propia Arciniegas como «un personaje muy arriesgado, travieso, apasionado y que siempre cumple lo que se propone», el papel de Lola marcó a Danielle, pues ella considera que es el reflejo de muchas mujeres colombianas.

### 2015-2016: Éxito deYo soy Franky
En septiembre del mismo año se estrena la serie original de Nickelodeon Latinoamérica Yo soy Franky, en donde Danielle interpreta el papel antagónico con su personaje de Tamara Franco, una adolescente muy inteligente y experta en computación, que su objetivo es hacerle la vida imposible a Franky, la protagonista interpretada por María Gabriela de Faría pero toda su vida cambia en la segunda temporada cuando conoce a Andrés, protagonizado por Andrés Mercado, un androide que se enamora por completo de Tamara. La serie fue todo un éxito, liderando las audiencias de público adolescente en Argentina, Colombia, México y El Salvador, por lo cual fue renovada para una segunda temporada dividida en dos partes, la cual fue emitida en el transcurso de 2016. Yo soy Franky dio a conocer a Arciniegas en toda Latinoamérica y junto a sus compañeros de personal se llevaron el premio de Programa de TV Favorito en la entrega de los Kids Choice Awards Colombia de 2016. Además Danielle fue nominada a Villano Favorito y ganó el premio a Chica Trendy. La serie tuvo su final en diciembre de 2016.

### 2017:Francisco el Matemático
Arciniegas protagonizó el papel de María Mónica Sánchez "la interesa de la barbys" en la serie de televisión colombiana Francisco el Matemático: Clase 2017. Danielle encarna a "La Barby's", la niña linda del colegio, con una cara linda y un cuerpo perfecto: odia la pobreza y ama con locura el dinero y las joyas, y no duda en servirse de su belleza para conseguir lo que quiere. Es calculadora, interesada y superficial, pero también algo ingenua.

## Vida personal
Danielle está casada desde el 5 de septiembre de 2018 con David Escobar Gallego, integrante de la agrupación Piso 21.
El matrimonio tiene dos hijas: 
- Ella, nacida el 7 de septiembre de 2018 en Medellín.

- Roma, nacida el 7 de septiembre de 2020, también en Medellín.

Las niñas nacieron mediante Cesárea y comparten el mismo día de cumpleaños solo que con dos años de diferencia.
Sus padres de cariño les dicen a ambas EllAmoR, apodo que es combinando sus nombres, Ella y Roma.

## Filmografía

### Televisión
| Año       | Título                              | Personaje                         | Canal                     |
| --------- | ----------------------------------- | --------------------------------- | ------------------------- |
| 2024      | Ligeramente diva                    | Melissa                           | Imagen Televisión         |
| 2021      | Lala's Spa                          | Genoveva Rubio                    | Canal RCN                 |
| 2018-2019 | María Magdalena                     | Salomé                            | Azteca 7                  |
| 2018-2019 | Loquito por ti                      | Yaneth Arango Ramírez             | Caracol Televisión        |
| 2017      | Francisco el Matemático: Clase 2017 | María Mónica Sánchez "La Barby's" | Canal RCN                 |
| 2016      | Hilos de sangre azul                | Lola Garcés                       | Canal RCN                 |
| 2015-2016 | Yo soy Franky                       | Tamara Franco                     | Nickelodeon Latinoamérica |
| 2015      | Las hermanitas Calle                | Julieta Martínez                  | Caracol Televisión        |
| 2015      | Esmeraldas                          | Verónica Guerrero                 | Caracol Televisión        |
| 2015      | ¿Quién mató a Patricia Soler?       | Juliana                           | MundoFox                  |
| 2014-2015 | Cumbia Ninja                        | Viviana                           | Fox Channel               |
| 2013-2014 | Tu voz estéreo                      | Varios personajes                 | Caracol Televisión        |
| 2008      | El pacto                            |                                   |                           |
| 1997      | Los niños invisibles                |                                   |                           |

### Cine
| Año  | Título                                   | Personaje | Nota |
| ---- | ---------------------------------------- | --------- | ---- |
| 2021 | Kally's Mashup ¡Un cumpleaños muy Kally! | Wintir    |      |
| 2016 | Pablo                                    | Sandra    |      |
| 2016 | Los Asombrosos Días de Guillermino       | Hermana   |      |

## Premios y nominaciones
| Año  | Premiación                    | Categoría                        | Trabajo                 | Resultado |
| ---- | ----------------------------- | -------------------------------- | ----------------------- | --------- |
| 2016 | Kids Choice Awards México     | Villana Favorito                 | Yo soy Franky           | Nominada  |
| 2016 | Kids Choice Awards Colombia   | Villana Favorito                 | Yo soy Franky           | Nominada  |
| 2016 | Kids Choice Awards Colombia   | Chica Trendy                     | Yo soy Franky           | Ganadora  |
| 2016 | Kids Choice Awards Argentina  | Villano Favorito                 | Yo soy Franky           | Nominada  |
| 2017 | Premios TVyNovelas (Colombia) | Mejor actriz de reparto de Serie | Francisco el Matemático | Nominada  |
| 2017 | Kids Choice Awards Colombia   | Actriz Favorita                  | Francisco el Matemático | Nominada  |